# Slobodan Dubajić
Slobodan Dubajić (Zrenjanin, 19 febbraio 1962) è un ex calciatore jugoslavo, di ruolo difensore.

## Carriera

### Club
Dopo aver giocato per anni a Zrenjanin, nel 1991 arriva ai tedeschi dello Stoccarda, che lo prelevano in cambio di una cifra equivalente agli odierni 125000 €, vincendo subito il titolo tedesco e conquistando la Supercoppa nazionale del 1992. Dopo aver tentato l'avventura turca, si trasferisce in Giappone nel 1997, dove chiude la carriera quattro anni dopo, totalizzando più di 450 presenze e 43 gol tra i professionisti.

### Nazionale
Il 23 dicembre 1994 gioca la sua unica partita in Nazionale in un incontro amichevole perso 2-0 contro il Brasile.

## Palmarès

### Club

#### Competizioni nazionali
- Campionato tedesco: 1

Stoccarda: 1991-1992
- Supercoppa di Germania: 1

Stoccarda: 1992